# Lycosella
Genre
Lycosella est un genre d'araignées aranéomorphes de la famille des Lycosidae.

## Distribution
Les espèces de ce genre se rencontrent en Indonésie à Sumatra et à Hawaï.

## Liste des espèces
Selon World Spider Catalog (version 17.0, 13/04/2016) :
- Lycosella annulata Simon, 1900
- Lycosella minuta Thorell, 1890
- Lycosella spinipes Simon, 1900
- Lycosella tenera Thorell, 1890

## Publication originale
- Thorell, 1890 : Diagnoses aranearum aliquot novarum in Indo-Malesia inventarum. Annali del Museo Civico di Storia Naturale di Genova, vol. 30, p. 132-172 (texte intégral).